# Paul Pagnol

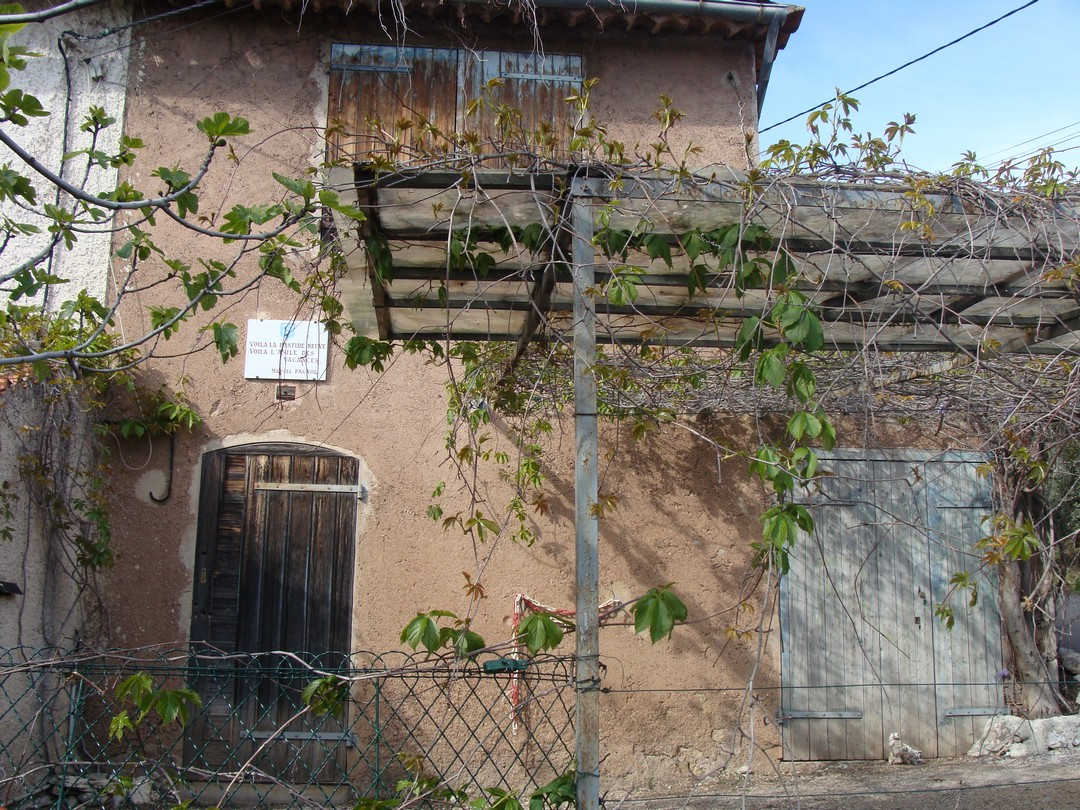
La « Bastide neuve » qui inspira les Souvenirs d'enfance de Marcel Pagnol dont Paul est une figure récurrente.

Paul Maurice Pagnol, né le 28 avril 1898 à Marseille, et mort le 28 juillet 1932 à Courtrai, en Belgique, est le frère cadet de l'écrivain Marcel Pagnol et l'une des figures centrales des Souvenirs d'enfance de ce dernier. 

## Biographie
Paul Pagnol nait le 28 avril 1898 dans le quartier marseillais de Saint-Loup. Il est le fils de Joseph Pagnol et Augustine Lansot. Outre son grand frère, Marcel Pagnol, sa fratrie compte leur frère aîné, mort à quatre mois, Maurice Pagnol, Germaine Pagnol et René Pagnol.
En 1904, Joseph Pagnol, soucieux de la santé fragile de son épouse, décide de louer une petite villa appelée la « Bastide Neuve », à proximité du village de La Treille. C'est ici que Paul Pagnol passe les plus belles années de sa vie aux côtés de son frère Marcel. 
En juin 1910, Augustine Pagnol succombe à une congestion pulmonaire. Paul, alors âgé de douze ans, se retrouve orphelin et part vivre au 117 du cours Lieutaud à Marseille avec sa famille.
Devenu chevrier, il est très tôt diagnostiqué épileptique. La maladie prenant de l'ampleur, il est contraint de tenter une opération de la dernière chance, il est hospitalisé en Belgique. Opéré par le professeur Emiel Lauwers (d), Paul Pagnol meurt sur la table d'opération le 28 juillet 1932 à l'âge de 34 ans. 
Il est inhumé dans le caveau familial au cimetière de La Treille où il est rejoint par son père Joseph Pagnol, sa sœur Germaine et son frère René. Augustine et Marcel Pagnol reposent dans un autre caveau, à quelques mètres de celui de Paul. Le cimetière abrite également la dépouille de David Magnan, autre personnage récurrent des Souvenirs d'enfance sous le nom de « Lili des Bellons ».

## Place dans l’œuvre de Marcel Pagnol

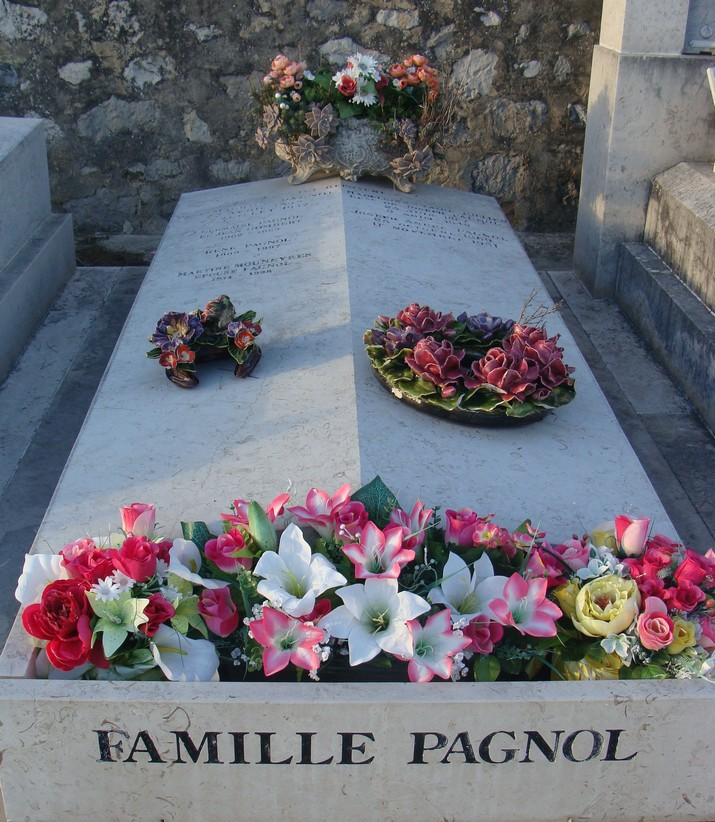
Le caveau familial au cimetière de la Treille.

Marcel Pagnol évoque régulièrement son frère cadet dans le cycle de ses Souvenirs d'enfance et notamment dans La Gloire de mon père (1957) et Le Château de ma mère (1957). Il y évoque leur grande complicité et le besoin urgent pour Paul de s’imposer tandis que son frère entre dans l'adolescence et délaisse progressivement leurs jeux d'enfants. Il le surnomme affectueusement « le dernier chevrier des collines d’Allauch » et lui rend régulièrement visite au cours des derniers mois de son existence. Il évoque Paul avec mélancolie au cours des dernières pages du Château de ma mère : « Puis le petit Paul est devenu très grand. Il me dépassait de toute la tête, et il portait une barbe en collier, une barbe de soie dorée. Dans les collines de l’Étoile, qu'il n'a jamais voulu quitter, il menait son troupeau de chèvres ; le soir, il faisait des fromages dans des tamis de joncs tressés, puis sur le gravier des garrigues, il dormait, roulé dans son grand manteau : il fut le dernier chevrier de Virgile. Mais à trente ans, dans une clinique, il mourut. Sur la table de nuit, il y avait son harmonica. »

## Au cinéma
Dans le diptyque d'Yves Robert (La Gloire de mon père et Le Château de ma mère), sorti en 1990, le rôle de Paul Pagnol est tenu par l'acteur Victorien Delamare. Dans celui de Thierry Chabert, réalisé pour la télévision en 2006, il est successivement joué par Maxime Riquier et David Benkimoun.
Dans le film de Christophe Barratier sorti en 2022 (Le Temps des secrets), Paul Pagnol est interprété par le jeune Octave Charrier.

## Sources et références
1. ↑  Raymond Castans, Il était une fois… Marcel Pagnol, Paris, Julliard, 1978, 190 p. (ISBN 2-260-00133-5), p. 18.
2. ↑  Marcel Pagnol, La Gloire de mon père, Éditions de Fallois, 1988, 220 p. (ISBN 978-2-87706-050-9, lire en ligne).
3. ↑  Marcel Pagnol, Le Château de ma mère, Éditions de Fallois, 24 novembre 2014, 220 p. (ISBN 978-2-87706-901-4, lire en ligne).
4. ↑  « Pagnol, Marcel (1895-1974) | Médiathèque de Chatillon en Vendelais », sur www.espace-culturel35720.fr (consulté le 26 juin 2018).
5. ↑  « PAGNOL Marcel - Tombes Sépultures dans les cimetières et autres lieux », sur www.tombes-sepultures.com (consulté le 26 juin 2018).
6. ↑  AlloCine, « Casting de La Gloire de mon Père » (consulté le 26 juin 2018).
7. ↑  AlloCine, « Casting de Le temps des amours » (consulté le 26 juin 2018).
8. ↑  AlloCine, « Tout le casting du film Le Temps des secrets » (consulté le 17 juillet 2023)